# Torre Pedrera

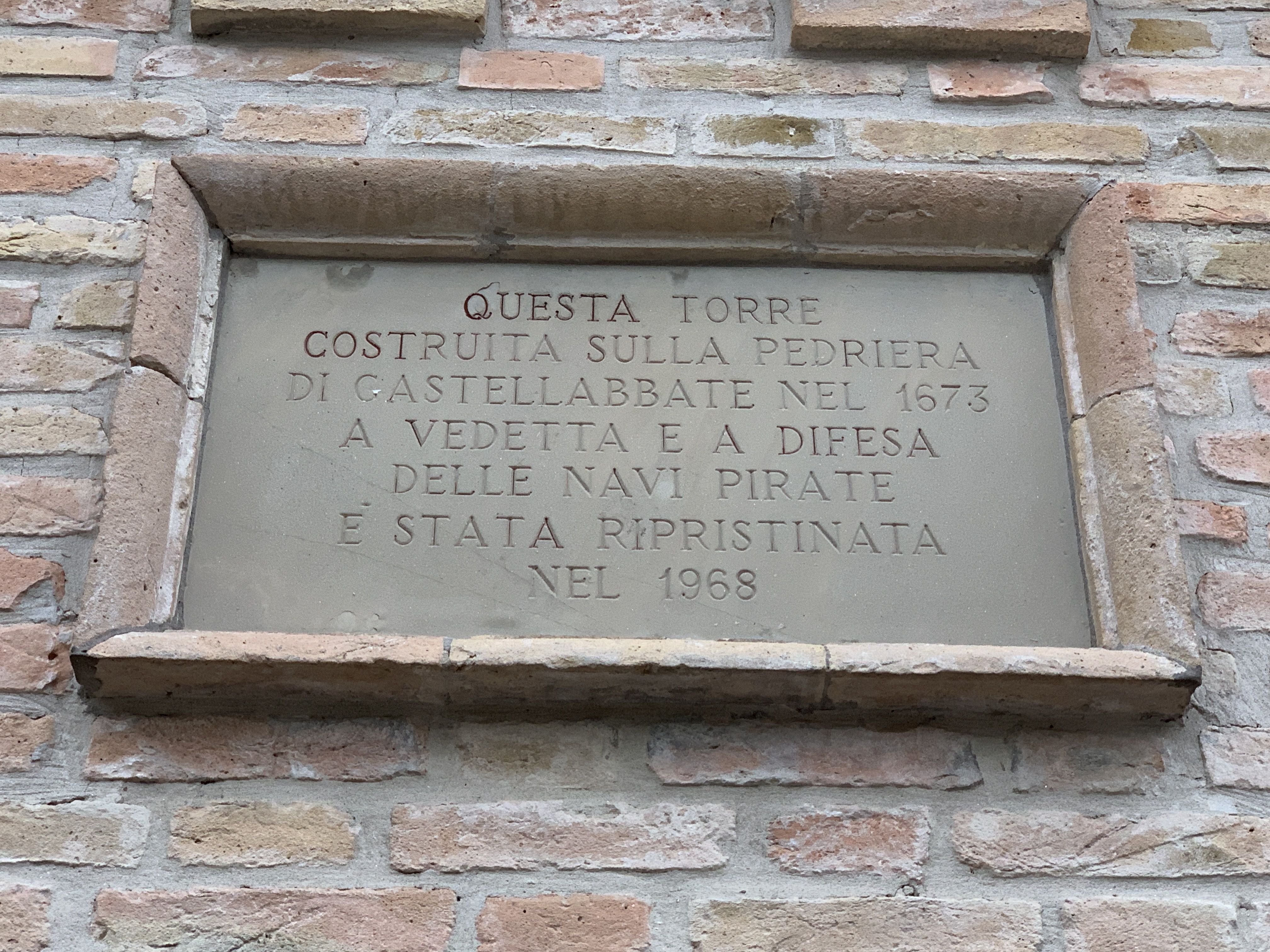
Lapide della Torre di Torre Pedrera

Torre Pedrera è una località balneare nel comune di Rimini, distante 7 chilometri dal centro della città.

## Geografia fisica
Confina a nord con Bellaria Igea Marina, a sud con la frazione riminese di Viserbella, mentre nell'entroterra con Santarcangelo di Romagna. Il territorio è composto da 2 chilometri di spiagge suddivise in 21 stabilimenti balneari: (in ordine da Viserbella a Bellaria Igea Marina) Bagno Amerigo 58, Bagno Amerigo 59, Bagno Amerigo 60, Bagno Celso 61, Bagno Giorgio 62, Bagno Rosa 63, Bagno Umberto 64, Bagno Carlino 65, Bagno Luca 66-67, Bagno Rinato 68-69, Bagno Belaburdela 70-71, Bagno Onda Blu 72, Bagno Talismano 72A, Bagno Paola 73, Bagno Jijoca 74, Bagno Mivida Beach 74A, Bagno Mivida Beach 75, Bagno Kamoke Beach 76

## Storia
La località prende il nome dall'antica torre costruita nel 1673, per volere dello Stato Pontificio a difesa della Fortezza ubicata nella zona denominata Castrum Abbatis, oggi conosciuta con il nome di Castellabate. Dall'alveo del fiume gli abitanti traevano le pietre per la costruzione delle proprie abitazioni; da qui il nome Torre della Pedreira. Per la sua posizione geografica ebbe sempre una certa importanza per il controllo delle attività marittime, di difesa dai pirati saraceni e dalle invasioni dei turchi.
Si è sviluppata come località turistica attorno agli anni Sessanta con pensioncine a livello famigliare, e si è ben presto caratterizzata come una località balneare per famiglie e bambini. Oggi la vita della piccola cittadina si snoda lungo la via del mare, dove sorgono i principali locali, i ristoranti, le sale giochi per l'intrattenimento dei più piccoli.

## Mobilità
La località è servita dalla stazione ferroviaria di Rimini Torre Pedrera. Servizi di autobus la collegano a Cesenatico e Rimini. 
È inoltre collegata direttamente con il casello Rimini nord dell'autostrada A14 e con la statale Adriatica.

## Note

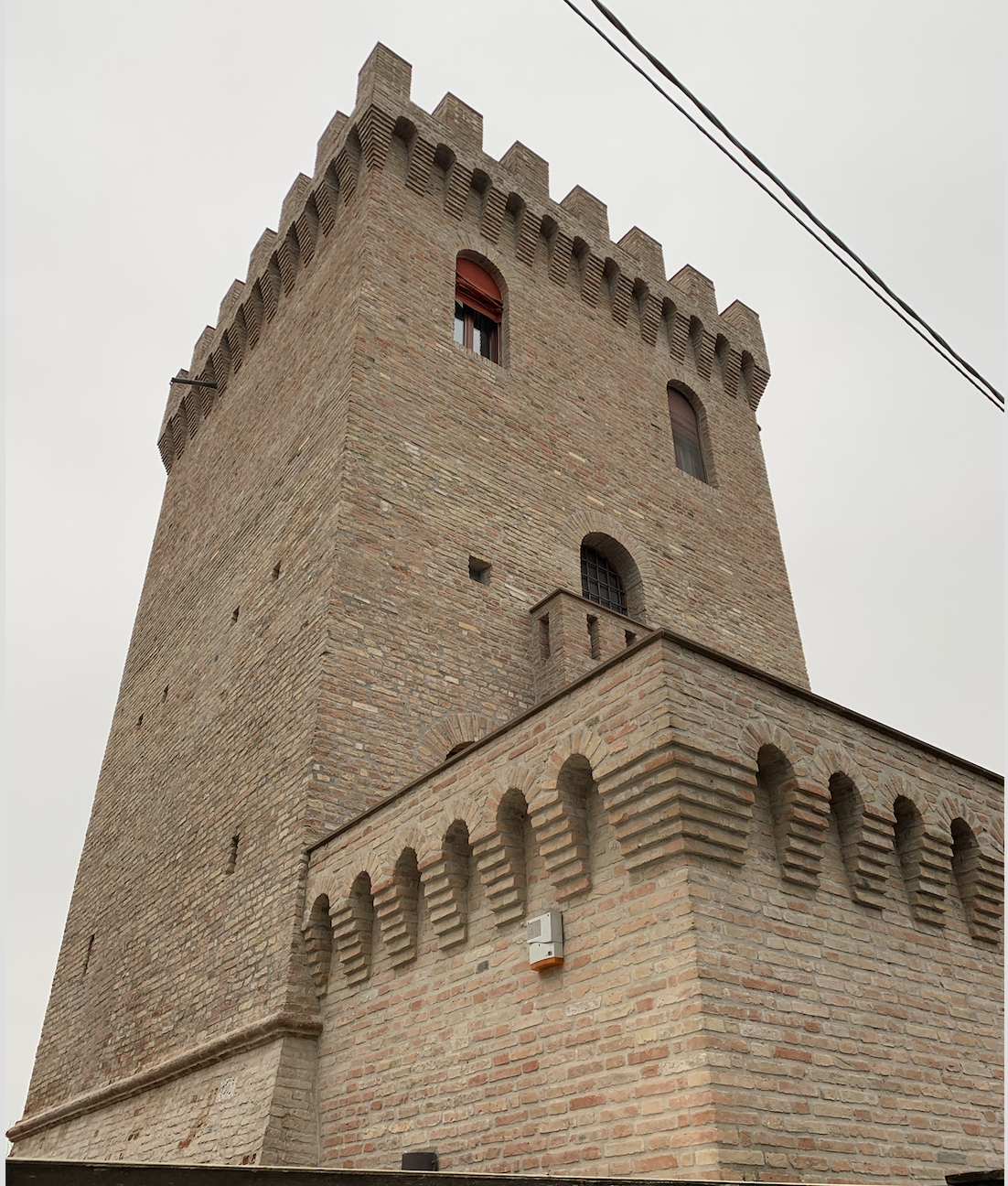
Torre eretta nel 1673 nella frazione di Castrum Abbatis a difesa dalle navi pirate